# Bo Hampton

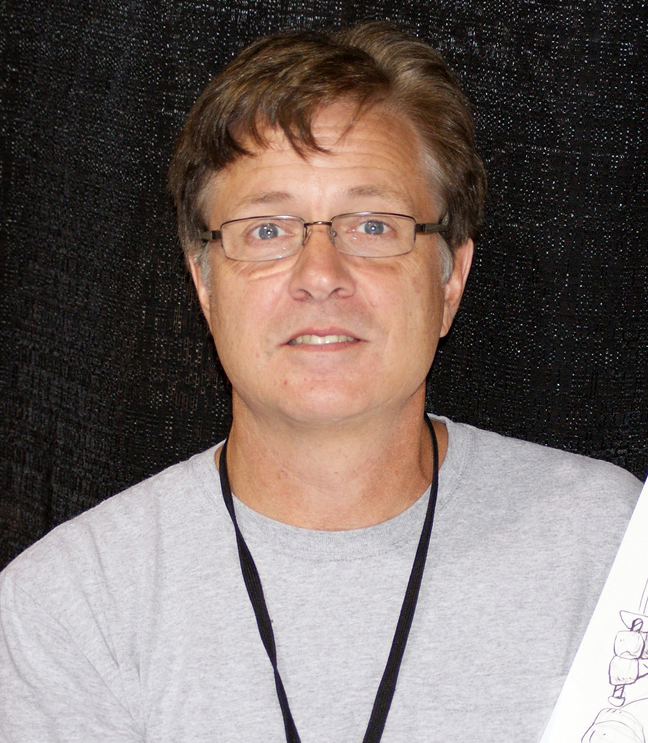
Bo Hampton (Juni 2011)

Bo Hampton (* 1954) ist ein US-amerikanischer Comiczeichner und Illustrator von Storyboards für Zeichentrick- und Werbefilme.

## Leben und Arbeit
Bo Hampton, dessen jüngerer Bruder der Zeichner Scott Hampton ist, wurde in den 1970er Jahren an der School of Visual Arts in New York City und im Atelier von Will Eisner zum akademischen Zeichner ausgebildet. In der Folge war er fünfzehn Jahre lang als hauptberuflicher Comiczeichner tätig, bevor er Arbeiten für Zeichentrick- und Computerspielproduktionen sowie für kommerzielle Werbung übernahm.
Sein Werk als Comiczeichner umfasst unter anderem den Comicroman Viking Glory, der bei DC-Comics erschien, den Batman-One-Shot Batman: Castle of the Bat (1994), ebenfalls bei DC, einige Hefte der von Marvel Comics produzierten Serie New Mutants und den graphischen Roman Verdilak, der auf einer Kurzgeschichte über einen Vampir von A.K. Tolstoi basiert.
Nach einer einjährigen Tätigkeit am Savannah College of Art and Design wechselte Hampton in die Fernsehbranche, wo er seither als Storyboard-Zeichner an Zeichentrick- und Werbefilmproduktionen mitarbeitet. Die Liste seiner Arbeiten im Bereich Zeichentrickfilm umfasst dabei unter anderem Extreme Ghostbusters und Superman, während Hampton als Künstler für Werbeproduktionen in der Vergangenheit unter anderem an Werbekampagnen für Kunden wie „Papa John’s Pizza“, „Bellsouth“, „Coca-Cola“ und „Motorola“ gearbeitet hat. Zu den Werbeagenturen, die ihn routinemäßig beschäftigen zählen unter anderem McCann-Erickson D.C., Pearson McMahon Fletcher and England, Indianapolis, Fricks-Firestoen Atlanta und andere.
Am 22. August 2012 veröffentlicht er mit Robert Tinell den 196 Seiten umfassenden Comic Riven für Dark Horse Comics.